# Saxifraga platyloba
Saxifraga platyloba är en stenbräckeväxtart som beskrevs av G. Mateo Sanz och M. Bieb. Crespo Villalba. Saxifraga platyloba ingår i Bräckesläktet som ingår i familjen stenbräckeväxter. Inga underarter finns listade i Catalogue of Life.